# 太洋産業
太洋産業株式会社（たいようさんぎょう）は、かつて水産加工品の製造・販売を手がけていた日本の企業。「タイサン」ブランドで知られていた。

## 歴史
創業者の鳥澤雷治は、1913年（大正2年）11月19日、岩手県気仙郡赤崎村字蛸浦（現 大船渡市赤崎町蛸浦）の小左ヱ門・千代夫妻の長男として生まれた。5人の姉がおり、のちに3人の弟が生まれている。小学3年の頃、雷治は鰹節削り職人の修業のため父の家業を手伝った。1933年夏、雷治は20歳で徴兵検査を受け翌年1月に入営した。70歳の父親と55歳の母親を心配し、1933年10月29日に17歳の森タツヲと結婚した。1935年6月、現役入隊を終えて帰郷した雷治は姉の嫁ぎ先の鹿折町（現 気仙沼市）の菊田商店の一角を借り鰹節の製造を始めた。北洋から帰った友人からサケ・マス事業の話を聞くと、その友人の兄で赤崎村産業組合の理事を務める田村武之進と、郷里の先輩3人で共同出資して70トンの中古魚類運搬船「五十鈴丸」を3万4千円で購入した。1941年4月に、前の船主が契約していた樺太から北海道余市へのニシンの輸送で魚類運搬業を始める。同年5月15日。3回目の航海で、礼文で魚を満載した五十鈴丸は余市に寄港し、雷治を乗せてから青森へ向かった。途中で荒天になり、岬の陰で錨を下ろしたが船は沖へ流され始めた。船長が状態を立て直そうとエンジンを始動すると機関室から火の手が上がった。若い船員を助けようとした雷治は大火傷を負う。傷が癒え、船の修理も終わり、サケ・マスが大漁との知らせが入った北樺太に向かったが、期待に反して不漁で魚価は高騰しており、手持ちの資金では十分な買い付けができなかった。雷治は五十鈴丸の事業を断念し、水産加工業に専念することした。
1943年、雷治は徴用を受けるが、火傷を負ったことから徴用解除となった。その年、借金を肩代わりした足利市の魚屋の紹介で、中島飛行機小泉工場との取引を始める。数万人の工員の食事に供する魚の確保のため定置網やイワシ旋網などを揃え、事業規模は一気に拡大した。個人の経営で対応できる範囲を超えたことから、田村武之進を社長、鳥澤雷治を専務取締役とし、1944年10月12日に資本金18万円で太洋産業株式会社を設立した。戦後、大船渡には冷蔵倉庫は漁協が所有する一か所しかなく、満庫のため魚を廃棄せざるを得ない状況も起きていた。太洋産業は戦時中三井造船の資材置き場として使われていた県有地を借り受け、加工場と冷蔵倉庫を建設。1946年9月に加工場、1947年9月には冷蔵能力400トンの大型冷凍・冷蔵工場が完成した。次いで製氷工場の建設に着手し、1948年9月には一日当たりの製氷能力24トン、貯氷能力400トンの工場が完成した。
1949年10月、岩手県胆沢郡水沢町（現 奥州市）に水沢支店を開設。大船渡から車で輸送でき、内陸の農村地帯のため魚の需要が多いと目論んだが、売れ行きは低調で、統制が撤廃されると同業者が乱立した。1950年7月、10か月ほどで営業停止を余儀なくされ、1952年2月には廃止された。打開策として、1950年6月に東京都港区芝赤羽町にあった製氷工場を買収し、1951年1月5日に東京支店を開設。主として、大船渡から輸送したサンマを開き干しに加工した。売上高は1948年度の1億117万円から翌年度には5791万円と半減、1951年初頭の売掛金2000万円のうち1500万円は不良債権と化していた。債権の回収に注力するとともに冷凍設備を活用した冷凍サンマの取扱高増加を図り、ぶりの豊漁にも恵まれたことから業績は回復した。1949年頃から構想があった八戸市の工場建設に着手し、1957年より全面稼働開始。1960年3月には大船渡第3冷凍工場を着工した。その年の5月24日、三陸沿岸にチリ地震津波が押し寄せる。太洋産業関係者に犠牲者は出なかったものの、既存工場のモーターが冠水して使用不能になり、第3工場の資材も流失。1000万円の追加融資を受け、8月に第3工場の完成にこぎつけた。大船渡で製粉・醤油醸造を営んでいた株式会社マルサン食品工業（以下、マルサンと表記。現存する、マルサンの商号を持つ企業とはいずれも無関係。）は経営危機に陥り、1955年5月に太洋産業に対し支援を要請した。太洋産業・マルサンの両社のメインバンクの岩手殖産銀行（現 岩手銀行）からも支援の要望があり、醤油だけであれば採算に乗せることが見込めたため、マルサンの醤油部門を引き受けた。岩手殖産銀行からはマルサンへの融資はできないものの、太洋産業には必要な額の1000万円の融資を取り付けることができた。マルサン醤油の商標を「タイサン醤油」に改め拡販に取り組んだ結果、経営を引き受けた当初は70石程度であった月間販売量は200石まで伸びた。2千万円の設備投資で、県内の醤油醸造元としては中堅まで成長することができたが、1959年12月、ボイラー付近より出火し倉庫3棟を残して焼失した。残る倉庫もチリ地震津波で被災し、太洋産業の醤油事業は終焉した。
八戸工場が軌道に乗り、1962年に釧路工場を新設。1963年8月には根室市の大同水産の工場を間借りして根室出張所を開設した。当時は釧路や根室から本州への貨物輸送は鉄道が主であったが、青函連絡船が隘路となっていた。このため、塩釜市の所有者から145トンの冷凍運搬船「第二初汐丸」を購入。次いで唐桑町の所有者から261トンの南方まぐろはえ縄漁船「第十一福吉丸」を購入し、冷凍船に改造した。第二初汐丸は「第二太産丸」に改称し、釧路から大船渡へ製品を輸送。第十一福吉丸は「第八太産丸」に改め、根室から大船渡へ製品を輸送した。第八太産丸に合わせ、第二太産丸の着地は大船渡から八戸に変更された。1968年7月には新造船「第一太産丸」が進水し、道東からのイカの冷凍輸送や、大手水産会社の傭船としても活躍したが、1972年の釧路－東京間のカーフェリー就航や、道路整備により自社での海上輸送の必要性が薄れ、1970年1月に老朽化した第二太産丸を廃船。1972年3月は残る2隻を売却して船舶部門を廃止した。
1964年1月、埼玉県越谷市西方に工場用地を取得。1965年11月に越谷工場を着工し、1966年5月に第1期工事が完成した。既設の東北・北海道の4工場の製品の流通業務や、大消費地東京に近接することから市場調査や商品開発の機能を持つ施設であった。併設した直売所は周囲の人口増加により手狭になり、1986年に隣接地を取得できたことから1989年1月に食品スーパーと和食レストランを着工。同年6月に、新たな店舗「旬膳堂」が開店した。旬膳堂は1990年に大船渡工場、1992年には八戸工場にも展開した。
夏場に水揚げされる魚は鮮度の劣化があり、鮮魚や冷凍魚には向かず専ら加工用となる。加工部門を持たなかった太洋産業はこうした魚を加工原料として他社に販売するしかなかったが、1958年に八戸工場に加工工場を設け、赤魚の粕漬けやいか塩辛、一塩サバなどの生産を始めた。折しも核家族化が急速に進んだ時期でもあり、加工食品の需要は伸びた。1965年6月に八戸工場に総合加工場を新設し薩摩揚げやさきイカの生産を開始。1966年には釧路に竹輪、大船渡に揚げかまぼこの生産設備を導入した。魚市場経由で流通するものから小売店で消費者が直接手に取る商品の比率が上がり、昭和40年代後半よりテレビコマーシャルの放映を開始。1974年から1976年にかけて真木洋子、1977年から1978年にかけて中田喜子、1979年から1980年にかけては春風亭柳昇を起用した。1976年には伊藤アキラ作詞・森田公一作曲のコマーシャルソング「タイサン」が制作された。
販売・生産・研究の各部門の共同で開発され、1988年より大船渡工場で生産開始した鮭フレークは一躍ヒット商品となった。同じころ八戸工場で開発された、紫イカを原料とした焼きイカ「ソフトいか」はおやつや酒のつまみとして好評を博したが、1991年には乱獲で漁獲量が激減。生産縮小を余儀なくされた。太洋産業の工場は東北・北海道に集中しており、食品メーカーとしての発展において、関西・中部地方での拠点の建設が課題となった。大阪府、滋賀県栗東地域、三重県上野市などが候補に挙がったが、1989年1月に三重県四日市市山田町の南部工業団地の一角を取得することができた。同年6月末の土地引き渡し後ただちに着工し、同11月末に完成した。

### 経営破綻
「タイサン」ブランドの名でイクラやタラコなどを主体に、秋刀魚や生鮭などの鮮冷魚、鮭フレークなどの水産加工品を取り扱っていた。岩手県大船渡市にある大船渡工場を主力工場として、1982年12月期には330億1589万円の売り上げがあったが、過去の設備投資負担が重荷となっていた他、2010年3月期から8期連続で赤字を計上。さらに2011年3月11日に発生した東日本大震災によって大船渡工場が全壊するなど経営が悪化。このため生産を北海道にある釧路工場と根室工場にて継続し、2013年5月には大船渡工場が再建。
その後は復興補助金などの活用で資金繰りを維持していたが、2016年の秋刀魚や生鮭の記録的な不漁がさらなる経営悪化に追い討ちをかけ、2017年3月期の売上高が76億7300万円にまで落ち込んだ。このため、2018年7月9日に東京地方裁判所へ民事再生法を申請。同日付で監督命令を受けた。
2018年7月12日に債権者説明会が行われ、社長は、2016年の大不漁で工場稼働率が低下したこと、2018年1月にメインバンクである岩手銀行から返済猶予を受け、同年3月からスポンサー探しを開始し、数十社と話し合いの結果、1社がスポンサー候補となったがその後スポンサーを辞退したこと、有力なスポンサー候補が現れず交渉期限を過ぎたために民事再生法を申請するに至ったなどと会見した。
2018年10月には釧路工場と根室工場がそれぞれ閉鎖され、その後もスポンサーが現れず、再生計画案の策定が困難となったことから、2018年11月13日に東京地方裁判所から民事再生手続廃止決定を受け、同年12月12日に東京地方裁判所から破産手続開始決定を受けた。負債総額は約49億4500万円。
太洋産業は2020年5月22日に法人格が消滅した。
同社が販売していた「いかの塩辛」はTBSラジオのスポットCMで広く知られ、ナレーターは宮内鎮雄が務めた。

## 事業所
- 本社 - 東京都中央区築地6-16-1
- 大船渡工場 - 岩手県大船渡市大船渡町字野々田5-1（登記上の本店）
- 釧路工場 - 北海道釧路市昭和中央1-35-1
- 根室工場 - 北海道根室市駒場町3-8